# Reședința episcopului de Hotin
Reședința episcopului de Hotin a fost construită între anii 1924-1934 de episcopul Visarion Puiu după planurile arhitecților A. Gabrielescu și A. Mihăiescu în cartierul Pământeni din Bălți. Edificiul a fost înălțat în afara centrului istoric, fiind amplasat în mijlocul unui parc. În ansamblul reședinței intră: palatul episcopal, clădirea administrativ-gospodărească, porțile principale în formă de arc. Arhitectura s-a păstrat intactă. 

## Istoric
Pregătind construcția reședinței episcopale din Bălți episcopul Visarion Puiu a întemeiat o gospodărie proprie episcopală înainte de a se instala oficial la Bălți. Prin adresarea sa către Primăria Bălți a cerut să i se cedeze din terenul liber din partea vestică a orașului un loc de 6 ha, pentru reședința episcopală, iar pentru trebuințele clerului monahal și ale personalului de serviciu un teren de 15 ha. 
În cursul anului 1924 s-a aranjat Parcul Episcopiei din Bălți, iar la 15 septembrie, după terminarea solemnității punerii pietrei fundamentale a catedralei episcopale clerul, împreună cu poporul, au pornit spre locul destinat reședinței. Aici, în fața patriarhului Damianos al Ierusalimului, a principelui moștenitor Carol, ai membrilor Sfântului Sinod și numeroși miniștri, mai întâi s-a pus temelia bisericii cu hramul „Sfânta Paraschiva” - menită a fi de slujire monahilor de pe lângă reședința episcopală - și îndată s-a așezat și temelia viitoarei reședință.
Pentru construcția reședinței, preasfințitul Visarion apelează, în toamna anului 1923, către clerul de Episcopia Hotinului pentru ajutor financiar. La sfârșitul toamnei anului 1924, prin donații s-au acumulat 916.813 lei. Dar, banii au transferați catedralei, deoarece Ministerul Cultelor nu dăduse încă nimic. În ședința din 15 martie 1925, preasfințitul Visarion propune Comitetului de Construcția a catedralei să preia și construcția reședinței. Totodată, s-a hotărât ca același arhitect - A. Gabrilescu, angajat pentru lucrările catedralei - să întocmească și schițele pentru reședință. Potrivit primului proiect într-o latură a reședinței urma să fie și birourile cancelariei consistorale. Apoi s-a renunțat și clădirea a fost redusă, cuprinzând numai locuința episcopală. 
În anul 1926 lucrările sunt reluate și continuă greu până în 1927 din lipsa de fonduri. În 1928 construcția este întreruptă, atât din cauze financiare, cât și din pricina neprezentării planurilor de construcție și devizele necesare de către arhitectul A. Gabrilescu. În 1929 Comitetul de Construcție hotărăște, după examinarea mai multor planuri și schițe, ca lucrările să fie continuate de către arhitecții Nicolae și Robert Mihăescu din București. 
La 2 iunie 1935 Regele Carol al II-lea și și Mihai, Mare Voievod de Alba Iulia au vizitat orașul Bălți cu ocazia sfințirii Catedralei Sfinții Împărați Constantin și Elena. În aceeași zi Carol al II-lea a vizita și Reședința episcopală unde l-a decorat pe preasfințitul Visaron Puiu cu cordonul de „Mare Cruce” .
În perioada sovietică a servit ca sediu administrativ al Institutului de cercetări Științifice a culturilor de câmp „Selecția”. După 1991 a fost remisă Mitropoliei, devenind reședința episcopului de Bălți.